# Sperata sarwari
Sperata sarwari és una espècie de peix de la família dels bàgrids i de l'ordre dels siluriformes.

## Morfologia
- Els mascles poden assolir 42 cm de longitud total.[3]

## Reproducció
És ovípar.

## Hàbitat
És un peix d'aigua dolça i de clima subtropical.

## Distribució geogràfica
Es troba a Àsia: l'Afganistan, el Pakistan i l'Índia.